# John J. LaFalce

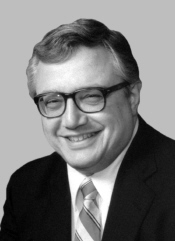
John J. LaFalce

John Joseph LaFalce (* 6. Oktober 1939 in Buffalo, New York; † 11. April 2025 in Lockport, New York) war ein US-amerikanischer Politiker der Demokratischen Partei. Zwischen 1975 und 2003 vertrat er den Bundesstaat New York im US-Repräsentantenhaus.

## Werdegang
Im Jahr 1957 absolvierte John LaFalce die Canisius High School in Buffalo. Danach besuchte er bis 1961 das dortige Canisius College. Nach einem anschließenden Jurastudium an der Villanova Law School in Philadelphia und seiner 1964 erfolgten Zulassung als Rechtsanwalt begann er in diesem Beruf zu arbeiten. Zwischen 1965 und 1967 diente er in der US Army.
Danach schlug er eine politische Laufbahn ein. In den Jahren 1971 und 1972 saß er im Senat von New York; von 1973 bis 1974 gehörte er der New York State Assembly an. Bei der Wahl 1974 wurde LaFalce im 36. Kongresswahlbezirk New Yorks in das US-Repräsentantenhaus in Washington, D.C. gewählt, wo er am 3. Januar 1975 die Nachfolge von Henry P. Smith antrat. Stets wiedergewählt, gehörte er dem Kongress über 14 Legislaturperioden bis zum 3. Januar 2003 ab. LaFalces Wahlkreis im westlichen Upstate New York änderte durch Neuzuschnitt (Redistricting) mehrfach die Ordnungsnummer. Ab 1983 vertrat er den 32., ab 1993 den 29. Kongresswahlbezirk seines Staates. Zwischen 1987 und 1995 war LaFalce Vorsitzender des Committee on Small Business. Außerdem gehörte er zeitweise dem Finanzausschuss an. Zur Wahl 2002 verzichtete John LaFalce auf eine weitere Kandidatur und schied am 3. Januar 2003 aus dem Kongress aus.
Später war er Mitglied im National Advisory Board der Democrats for Life of America.

## Einzelnachweis
1. ↑  John J. LaFalce, hard-working WNY congressman for nearly 3 decades, dies at 85. In: buffalonews.com. 12. April 2025, abgerufen am 13. April 2025 (englisch).

| Personendaten    | Personendaten                             |
| ---------------- | ----------------------------------------- |
| NAME             | LaFalce, John J.                          |
| ALTERNATIVNAMEN  | LaFalce, John Joseph (vollständiger Name) |
| KURZBESCHREIBUNG | US-amerikanischer Politiker               |
| GEBURTSDATUM     | 6. Oktober 1939                           |
| GEBURTSORT       | Buffalo, New York                         |
| STERBEDATUM      | 11. April 2025                            |
| STERBEORT        | Lockport, New York                        |